# Blues de Saint-Louis
 (mars 2008).
Si vous disposez d'ouvrages ou d'articles de référence ou si vous connaissez des sites web de qualité traitant du thème abordé ici, merci de compléter l'article en donnant les références utiles à sa vérifiabilité et en les liant à la section « Notes et références ».
Pour les articles homonymes, voir Blues (homonymie) et St Louis Blues.
Les Blues de Saint-Louis (St Louis Blues) sont une équipe professionnelle de la Ligue nationale de hockey située à Saint-Louis dans le Missouri aux États-Unis.

## Histoire de la franchise

### Les débuts (1967-1970)
Les Blues furent l'une des six équipes ajoutées à la LNH lors de l'expansion de 1967, avec les North Stars du Minnesota, les Kings de Los Angeles, les Flyers de Philadelphie, les Penguins de Pittsburgh et les Seals de la Californie, la ligue voyait alors par ses ajouts son nombre d'équipes doublé. 

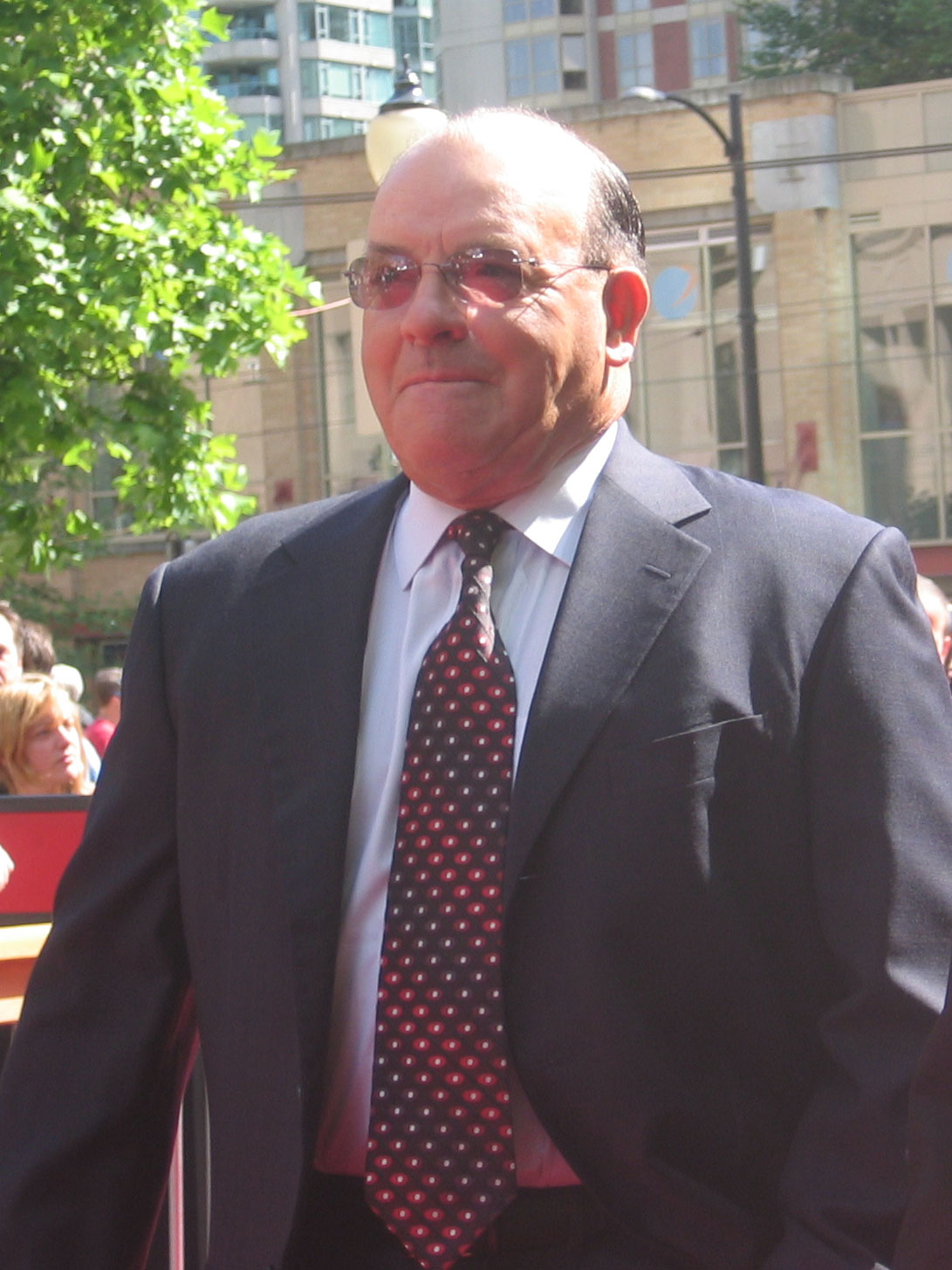
Scotty Bowman, entraîneur des Blues
de 1967 à 1971.

Saint-Louis fut la dernière des équipes d'expansion à entrer officiellement dans la ligue. Ils ont été choisis devant la ville de Baltimore sur l'insistance des Black Hawks de Chicago (propriété de l'influente famille Wirtz de Chicago), qui voulaient laisser la vétuste St. Louis Arena, qu'ils possédaient également, à une nouvelle franchise. Les premiers propriétaires de l'équipe étaient les hommes d'affaires Sid Salomon Jr, son fils Salomon III et Robert L. Wolfson qui se sont vu accorder la franchise en 1966. Sid Salomon III réussit à convaincre son père, d'abord réticent, de faire une offre pour l'équipe. Salomon dépense alors plusieurs millions de dollars pour améliorer l'aréna de Saint-Louis âgé de 38 ans, celle-ci n'était plus aux normes de la LNH depuis les années 1940. Le soir d'inauguration, l'arène comptait 15 000 places, soit 3 000 de plus qu'au début de l'année 1967. Elle n'a jamais cessé d'être restaurée, et atteignait presque 20 000 places lorsque les Blues l'ont quittée en 1994.
Les Blues, entraînés au début par Lynn Patrick et ensuite par Scotty Bowman, se sont révélés de classe dans la faible division Ouest. La formule des séries garantissait alors à une équipe d'expansion de faire partie de la finale de la Coupe Stanley, ainsi les Blues ont joué la finale à chacune de leurs trois premières saisons, mais ne remportèrent aucune partie au cours de ces trois séries, perdant face aux Canadiens de Montréal en 1968 et 1969 et aux Bruins de Boston en 1970.
Parmi les premiers joueurs dominants des Blues figurait Doug Harvey, Don McKenney et Dickie Moore. Le tandem de gardiens vétérans Glenn Hall et Jacques Plante prouvent leur endurance en remportant le trophée Vézina en 1969, derrière une défense comptant l'attaquant défensif Jim Roberts ainsi que les frères Bob et Barclay Plager à la ligne bleue. En provenance des Rangers de New York, Gordon Berenson devient la première étoile des Blues au centre. Phil Goyette, autre ancien des Rangers remporta à Saint-Louis le trophée Lady Byng en 1970. Dès leurs débuts, les Blues virent leur aréna remplie à pleine capacité, et celle-ci est devenue un des bâtiments les plus bruyants de la LNH. De plus, la liste d'attente pour les billets de saison a plus tard rivalisé avec celle des Packers de Green Bay de la Ligue nationale de football.
Pendant ce temps, Salomon a gagné dans la ligue une réputation de propriétaire près de ses joueurs, leur donnant des voitures et signant des contrats différés en plus de payer des voyages à ces derniers en Floride. Des joueurs comme Plante, Hall et Harvey n'étaient pas habitués à être traités comme des rois, et ont senti que le seul moyen de remercier Salomon était de tout donner sur la glace chaque soir.[réf. nécessaire]

### Les difficultés des Blues (1970-1977)
Les années 1970 furent moins bonnes pour les Blues. Le déséquilibre des divisions a mené la ligue à transférer les Black Hawks de Chicago dans la division Ouest en 1970-1971 afin d'avoir sept équipes dans chacune des divisions. La ligue introduit également un format de séries qui eut pour conséquence d'exclure les équipes d'expansion des trois finales suivantes.

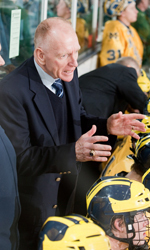
Gordon « Red » Berenson fut membre des Blues durant treize saisons en tant que joueur puis entraîneur.

En 1971, après une dispute avec Sid Salomon III qui a commencé à tenir un rôle plus important dans l'équipe, l'entraîneur Scotty Bowman quitte pour les Canadiens de Montréal. Les vétérans tels Hall, Plante et Goyette prirent leur retraite ou furent échangés, tout comme Berenson, qui passa aux mains des Red Wings de Détroit en retour de Garry Unger. Au cours de son séjour avec les Blues, Unger marqua trente buts ou plus au cours de huit saisons consécutives et battit le record de la LNH du plus grand nombre de parties consécutives jouées. Cependant, outre Unger et les frères Plager en défensive, l'équipe manquait de profondeur, et la division Ouest est bientôt dominée par les Black Hawks et les Flyers de Philadelphie. Saint-Louis rate les séries éliminatoires pour la première fois en 1974.
Un nouveau réalignement des divisions place l'équipe dans la division Smythe l'année suivante et l'équipe connait par la suite des bonnes saisons avec l'attaquant Chuck Lefley ainsi que le retour de Berenson, mais la division Smythe étant dans l'ensemble si faible qu'elle devient synonyme de médiocrité – les Blues ont gagné le titre de la division en 1977 alors qu'ils ont terminé avec 5 parties sous la barre des 50 % – et Saint-Louis manque les séries lors de deux saisons suivantes.
Au cours de cette période, la franchise connait de sérieux problèmes financièrement. Ceci étant en partie dû aux pressions de l'Association mondiale de hockey, mais principalement aux décisions financières prises par les Salomon lorsqu'ils ont obtenu la franchise. Les contrats différés sont arrivés à échéance au moment où les performances des Blues commencèrent à fléchir. Les Salomon songèrent sérieusement à la faillite et afin d'éviter ceci, ils effectuèrent des coupures majeures au sein du personnel de l'équipe, réduisant celui-ci à seulement trois employés. L'un de ces employés fut Emile Francis, qui servit de président, de directeur général ainsi que d'entraîneur pour l'organisation. De plus, Francis était appelé occasionnellement pour entretenir l'aréna.

### L’ère Purina (1977-1986)
En 1977, les Salomon trouvèrent finalement un acheteur pour les Blues en la personne du géant de la nourriture pour animaux Ralston Purina qui renomma l'Arena en « Checkerdome ». Robert L. Wolfson aida à monter le transfert pour Purina, ce qui permit de garder les Blues à Saint-Louis.
Après avoir connu une saison de seulement 18 victoires, ce qui constitue toujours la pire saison dans l'histoire de la franchise, les Blues se qualifient pour les séries en 1980, la première de 25 participations consécutives. En 1981, l'équipe termine deuxième de la ligue au cours de la saison régulière, avec Berenson devenu l'entraîneur de l'équipe et les jeunes prometteurs, notamment le marqueur de 54 buts Wayne Babych, le futur membre du Temple de la renommée Bernie Federko qui mènera l'équipe pour les buts, l'inspirant capitaine Brian Sutter et le gardien de but Mike Liut. Les Blues n'eurent pas la même chance lors des séries éliminatoires, s'inclinant au bout de six parties face aux Rangers de New York lors de la deuxième ronde.
Les Blues ont glissé silencieusement sous la barre des 50 % de victoire, mais ils ont quand même participé aux séries en 1982 et 1983. Purina perdit environ 1,8 million de dollars par année pendant sa possession des Blues, mais il a pris les pertes avec philosophie, ayant repris le club pour des raisons de responsabilité civique.

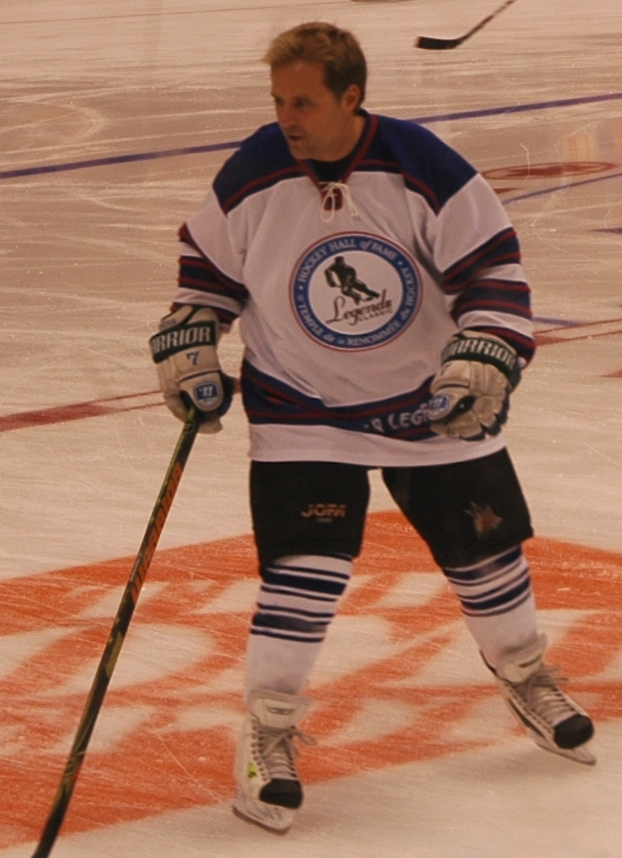
Repêché par les Blues en 1984, Cliff Ronning disputa avec eux les cinq premières de ses 18 saisons dans la LNH.

En 1983, le président de toujours de la compagnie Purina, R. Hal Dean, prit sa retraite. Son successeur voulut se recentrer sur les activités de nourriture pour animaux, et n'était pas intéressé par le hockey, il mit alors les Blues en vente. La compagnie abandonna dès lors l'équipe et insoucieuse de l'avenir du club, il n'envoya aucun représentant de l'équipe à l'occasion du repêchage de 1983, les blues furent alors dépossédé de tout leur choix de repêchage. Purina trouva finalement un acheteur, soit un groupe d'investisseurs menés par le fondateur de l'Association mondiale de hockey et des Oilers d'Edmonton, Bill Hunter. Ce dernier a alors fait des projets pour déménager l'équipe à Saskatoon, dans la province canadienne de la Saskatchewan. Cependant, la LNH ne voulant pas perdre un marché aussi grand que Saint-Louis refusa le transfère. Hunter fit alors fermer le Checkerdome et livra l'équipe à la ligue. L'équipe était destinée à la dissolution en juillet quand Harry Ornest, un homme d'affaires basé à Los Angeles est arrivé pour sauver la franchise au dernier moment. Dès l'acquisition de l'équipe et de leur aréna, Ornest reprit le nom de St. Louis Arena afin de faire oublier la mésaventure Purina.
Bien qu'ayant un budget serré, l'équipe sut rebondir presque instantanément. Doug Gilmour, qui fut repêché par Saint-Louis en 1982, émerge alors comme étant un joueur vedette. Bien que l'équipe resta compétitive, les Blues étaient incapables de garder tous leurs jeunes joueurs. Plusieurs jeunes joueurs issus de l'organisation des Blues rejoignirent les rangs des Flames de Calgary, grâce au directeur-général des Flames, Al MacNeil. En fait, plusieurs jeunes étoiles des Blues, telles que Rob Ramage et Gilmour, étaient les rouages principaux des Flames en 1989 quand ceux-ci remportèrent la coupe Stanley. À Saint-Louis, Sutter et Federko étaient probablement les seuls intouchables. En 1986, ils atteignirent la demi-finale de la ligue contre les Flames. Le but en prolongation de Doug Wickenheiser dans la 6e partie pour couronner une remontée furieuse reste un des plus grands moments dans l'histoire de l'équipe, Saint-Louis s'inclina cependant lors de la septième partie par la marque de deux à un. Au terme de cette saison, Ornest vendit l'équipe à un groupe mené par l'homme d'affaires de Saint-Louis Michael Shanahan.

### En route vers le nouvel arena (1987-1996)

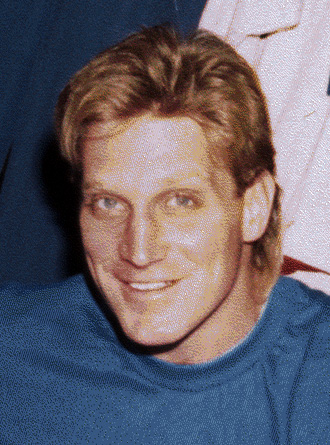
Brett Hull, deuxième meilleur pointeur de l'histoire de l'équipe, fut intronisé au Temple de la renommée en 2009.

Les Blues restèrent une équipe compétitive à la fin des années 1980 et au début des années 1990. Le directeur-général Ron Caron, l'un des plus astucieux de la ligue, fit l'acquisition de joueur dominant tel Brett Hull, Adam Oates, Curtis Joseph, Brendan Shanahan et Al MacInnis. Bien qu'ils furent un concurrent sérieux pendant cette période, les Blues n'ont atteint la finale de conférence qu'une seule fois, soit en 1986. Les succès de l'équipe furent toutefois suffisants pour qu'un consortium de 19 compagnies achète l'équipe. Ils ont aussi fourni le capital pour construire le Kiel Center, aujourd'hui connu sous le nom de Enterprise Center, qui a ouvert en 1995.
Fils du célèbre « Golden Jet » Bobby Hull, le « Golden Brett » est resté une des plus grandes vedettes de la ligue et un sensationnel marqueur, récoltant 86 buts en 1990-1991 – troisième derrière seulement Wayne Gretzky (qui a brièvement joué avec les Blues de Saint-Louis en 1996) dans l'histoire de la LNH au chapitre des buts inscrits en une saison. Gretzky a récolté 92 buts en 1981-1982 et 87 buts en 1982-1983. Seule la merveille a trouvé le filet plus souvent que Hull sur trois saisons données. Les Blues étaient la seconde meilleure équipe dans la saison régulière en 1990-1991, mais la défaite en deuxième ronde face aux North Stars du Minnesota fut révélatrice de leurs difficultés en séries, qui ont continué tout au long de la décennie, conduisant à l'embauche d'un nouvel entraîneur, Mike Keenan.

### Du Trophée des présidents au bas du classement (1997-2006)
« Iron Mike » Keenan est engagé comme directeur-général et entraîneur-chef avant la saison 1994-1995, celle-ci fut écourté en raison d'une grève. Keenan était présenté comme « l'entraîneur des séries » qui pouvait résoudre les problèmes des Blues en séries éliminatoires. Dès son arrivée avec l'équipe, il institua des changements majeurs, dont des échanges qui envoyèrent les joueurs favoris des partisans Brendan Shanahan et Curtis Joseph sous d'autres cieux, il fit également l'acquisition du légendaire mais vieillissant Wayne Gretzky qui ne joua que quelques rencontres pour le club, ainsi que le gardien Grant Fuhr, les deux joueurs provenant de l'effondrement des Kings de Los Angeles. En dépit de tout ce qu'il était censé accomplir, ses séries avec Saint-Louis se résument à une élimination au premier tour en 1995 et une au deuxième en 1996. Ni les partisans ni les propriétaires de l'équipe n'aimaient Keenan ou ce qu'il faisait, et il a été renvoyé le 19 décembre 1996. Caron fut alors réintégré comme directeur-général provisoire pour le reste de la saison puis, le 9 juin 1997, les Blues embauchèrent à ce poste Larry Pleau. Mais cela n'a pas empêché le joueur étoile Brett Hull, qui avait enduré une dispute interminable avec Keenan, de partir pour les Stars de Dallas en 1999, avec qui il remporte la coupe Stanley l'année suivante.

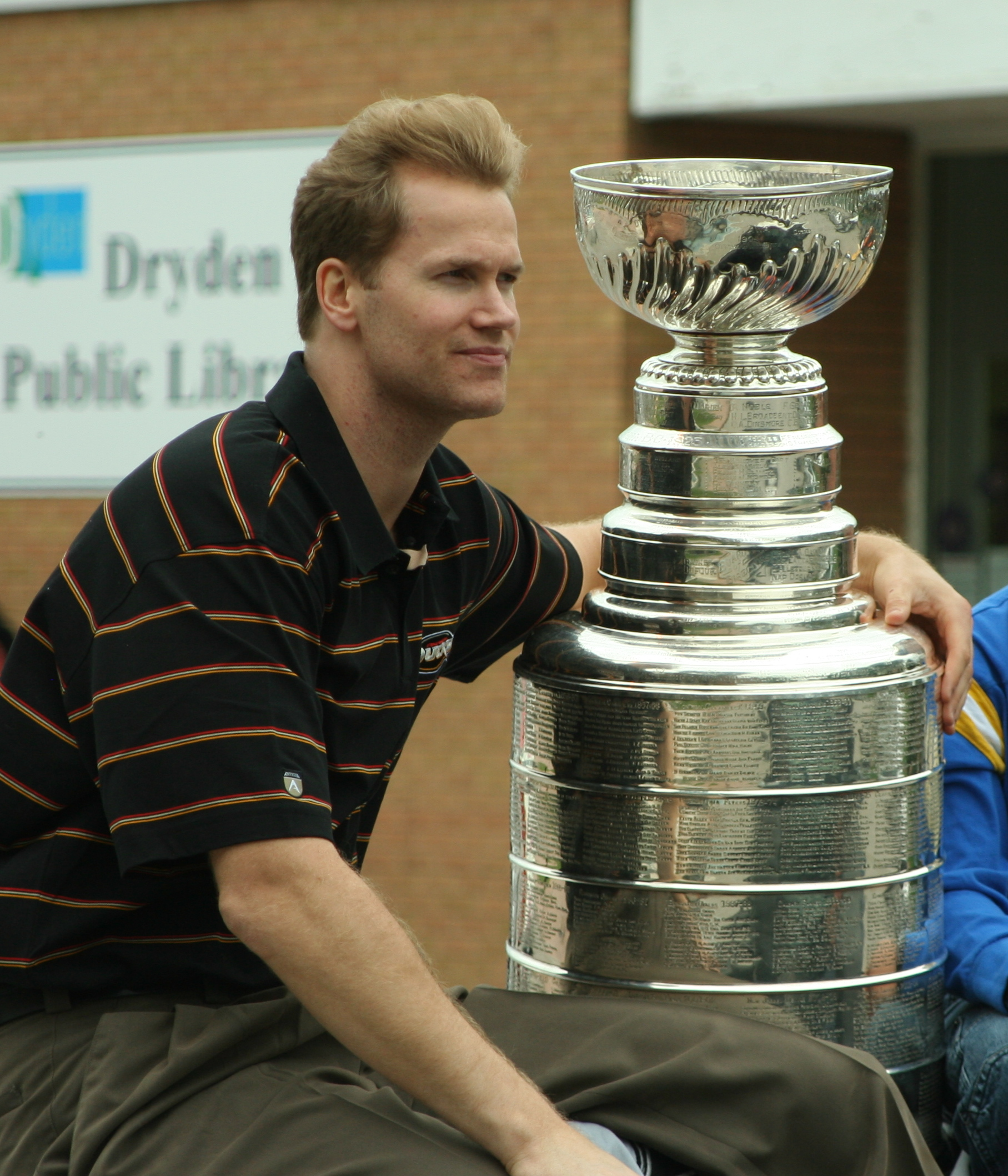
Chris Pronger, capitaine de l'équipe de 1998 à 2003.

Le défenseur Chris Pronger, acquis des Whalers de Hartford en 1995 contre Shanahan, les attaquants Pavol Demitra, Pierre Turgeon, ainsi que le défenseur Al MacInnis et le gardien Roman Turek ont permis aux Blues de rester un concurrent sérieux. En 1999-2000, ils ont la meilleure fiche de la LNH pendant la saison régulière et remportent le Trophée des présidents, mais furent éliminés au bout de sept rencontres par les Sharks de San José lors de la première ronde des séries. En 2001, les Blues se qualifient pour la finale de l'association de l'Ouest avant de s'incliner en cinq parties face au futur champion de la coupe Stanley, l'Avalanche du Colorado.
Malgré les années de médiocrité et le stigmate de ne jamais « passer à l'étape suivante », les Blues ont eu une présence en séries chaque année de 1980 à 2004, soit la seconde plus longue séquence active dans les sports professionnels nord-américains à l'époque. Avec un épuisement de talent au cours des années qui suivirent et une situation de propriétaire instable, les Blues terminèrent la saison 2005-2006 avec leur pire fiche en 27 ans. Ils manquent alors les séries pour la quatrième fois seulement de leur histoire. Aussi, pour la première fois dans l'histoire du club, le soutien normalement excellent des spectateurs de Saint-Louis a commencé à disparaître, avec des affluences d'environ 12 000 spectateurs, ce qui est loin de la normale, soit environ 18 000 personnes dans un aréna de 19 500 places.
L'héritier de la compagnie Wal-Mart, Bill Laurie, achète les Blues en 1998, mais le 17 juin 2005, il annonce qu'il vend l'équipe, après les années de mauvais choix de personnels par son directeur général Larry Pleau et de ce que beaucoup voient comme une négligence de l'équipe de la part de Laurie, ancien joueur de basket-ball, qui voulait avoir une équipe de la NBA qu'il n'a jamais reçue. Le 29 septembre 2005, il est annoncé que Laurie avait signé un accord pour vendre les Blues à Dave Checketts. Le 14 novembre 2005, l'équipe annonce que le groupe de Checketts, Sports Capital Partners, se retire des négociations pour l'achat de la franchise.
Le 27 décembre 2005, les Blues signe une lettre d'intention pour négocier exclusivement avec General Sports and Entertainment, LLC. Cependant, après la période d'exclusivité, Checketts revient dans la course. Finalement, c'est le 24 mars 2006 que les Laurie achèvent la vente des Blues et du bail du Savvis Center à Checketts, Sports Capital Partners (SCP) et TowerBrook Capital Partners, L.P. Checketts nomme aussitôt John Davidson en tant que président de l'équipe, plaçant alors Pleau à un rôle de consultant. L'ancien gardien de but des Rangers de New York fait rapidement quelques transferts, engageant à titre d'agent libre les vétérans Jay McKee, Bill Guerin et Manny Legacé, et ramenant Doug Weight à Saint-Louis après une courte mais productive halte avec les Hurricanes de la Caroline. Davidson tente alors par ses ajouts de construire une base forte de joueurs américains au sein de l'organisation.

### Saisons de reconstruction
Suivant la décevante saison 2005-2006, qui a vu les Blues avoir la pire fiche de la LNH, la nouvelle direction de l'équipe souligna que le but de l'équipe était d'avoir une équipe compétitive pour la Coupe Stanley dans les prochaines années, mais rappela aussi aux partisans que cette année serait fixée sur la reconstruction de la franchise. Au début de la saison 2006-2007, les Blues semblent compétitifs dans la Division Centrale. Cependant, les blessures nuisirent à leur performance; leurs trois premiers défenseurs, Barret Jackman, Christian Bäckman et Jay McKee, furent incommodés par des blessures au début de la saison et de plus, l'équipe ne possède pas de vrai buteur. La foule de 17 500 personnes présentes pour la partie d'ouverture au Scottrade Center qui fut remporté par les Blues face aux Bruins de Boston est un fait notable puisque les Cardinals recevaient les Mets de New York au stade Busch au même moment, et c'est un signe que le hockey est de retour dans « la ville du baseball ». Cependant, l'équipe sombre rapidement, comme le montre leur défaite de 5 à 1 face aux Red Wings de Détroit, le soir ou l'équipe a retiré le chandail de Brett Hull devant une salle comble.

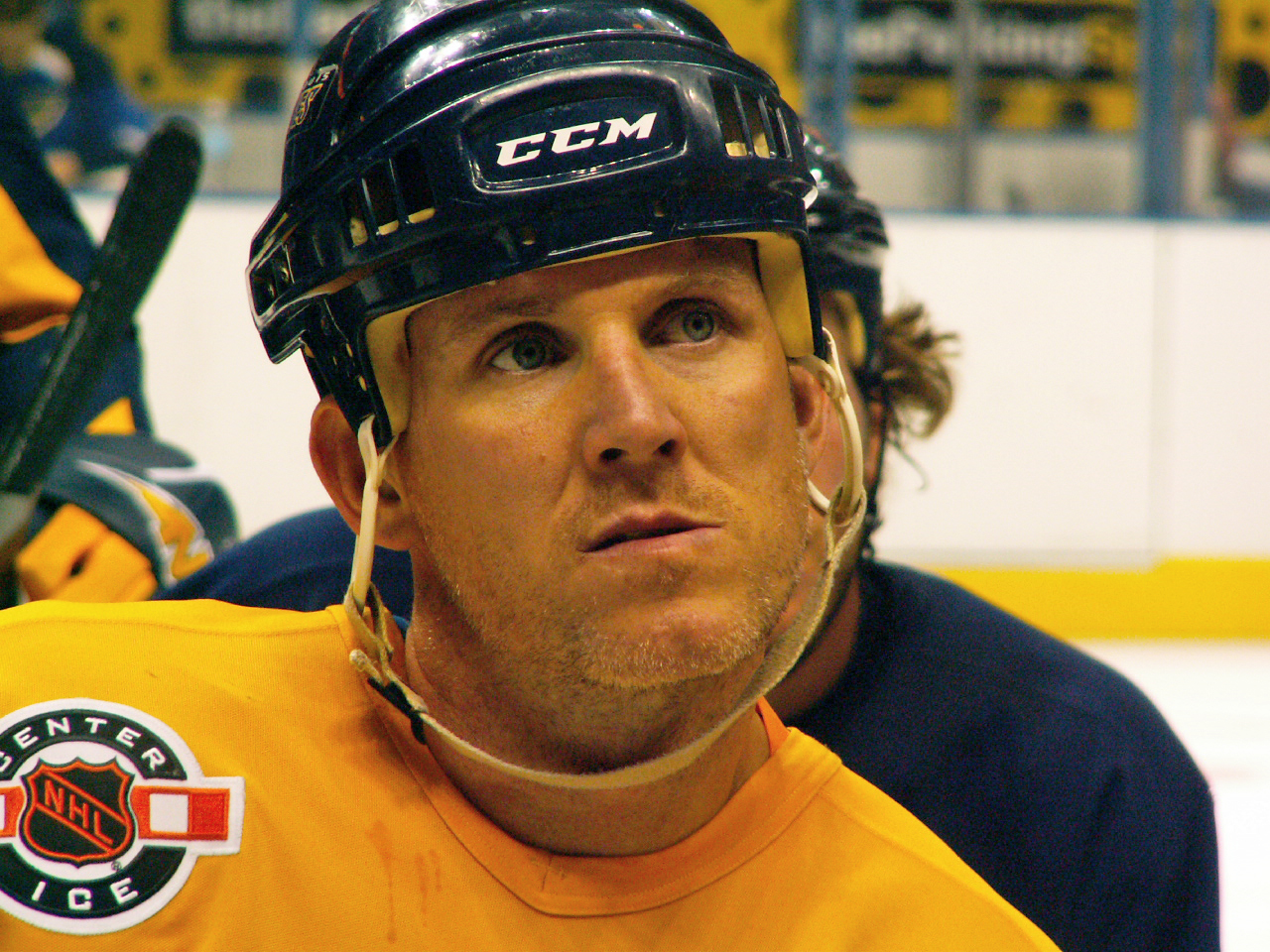
Keith Tkachuk disputa neuf saisons pour les Blues, amassant 427 points en saison régulière.

Le soutien des partisans était lent pendant la première moitié de la campagne 2006-07, et ce pour deux raisons : les Cardinals de Saint-Louis remportent les Séries mondiales et détournent l'attention loin des Blues, et leur faible jeu du début de saison a comme résultat une absence des partisans pour acheter des billets comme cadeau de Noël. L'année civile se termine par une série de 11 défaites consécutives. Beaucoup de partisans du hockey et d'experts ont spéculé que le meilleur cadeau de Noël que Checketts et Davidson pourraient faire aux Blues serait de renvoyer l'entraîneur en chef Mike Kitchen, dans l'espoir qu'un nouvel entraîneur pourrait aider l'équipe à renouer avec le succès. Le 11 décembre 2006, les Blues annoncent le congédiement de Kitchen qui est remplacé par l'ancien entraîneur-chef des Kings de Los Angeles Andy Murray. Après avoir perdu des parties importantes, les Blues ont commencé au milieu de décembre à prendre une nouvelle direction.
Murray a fait des choses pour secouer ses forces en changeant les trios de même qu'en encourageant les défenseurs offensifs, comme Dennis Wideman, Eric Brewer et Christian Bäckman à jouer plus souvent dans la zone offensive, et ceci fonctionna. Le 4 janvier 2007, les Blues avaient une fiche de sept victoires et trois défaites dans leurs dix dernières parties, soit la meilleure fiche de la LNH. Les Blues ont aussi égalé grâce à Murray le record de la LNH concernant le plus grand nombre de parties sans avoir concédé de but dans la première période alors à douze rencontres. Certaines pièces du succès des Blues sont attribuables au niveau de jeu remarquable des jeunes espoirs qui furent rappelés du club-école des Blues, les Rivermen de Peoria, dans la Ligue américaine de hockey, notamment David Backes et Lee Stempniak. Le bon jeu de Bill Guerin et Manny Legace contribua également à ces succès.
Après que les Blues eurent battu les Sharks de San José 1 à 0 le 20 janvier 2007, les Blues ont affiché une fiche de 12 victoires depuis le 19 décembre. Cette fiche était la meilleure de la LNH, et les a ramenés à huit points de la 8e place qui donne droit au dernier ticket pour les séries dans l'Association de l'Ouest.
Le changement dans la direction a été principalement réussi, avec la fiche des Blues à 17-7-3 du 19 décembre au 16 février. Saint-Louis gagna face aux meilleures équipes durant cette période, y compris les Stars de Dallas, les Ducks d'Anaheim, les Red Wings de Détroit, les Sharks de San José, les Predators de Nashville, les Sabres de Buffalo, les Devils du New Jersey et des Penguins de Pittsburgh. De plus, les Blues ont enregistré six victoires par jeu blanc pendant ces deux mois, ce qui témoigne du bon jeu du gardien Manny Legace. Le nombre de supporters des Blues en grandit en raison de Murray qui était à 8 points des séries, après avoir passé une bonne partie de la saison dans la cave de la ligue. La direction a fait beaucoup de promotions, notamment les cérémonies du 40e anniversaire des Blues, et, l'équipe jouant bien, les spectateurs sont revenus en nombre et atteignirent une moyenne de 15 000 personnes par rencontre.
Le 24 février 2007, les Blues prolongent le contrat du défenseur Eric Brewer pour quatre nouvelles saisons. Ils font également signer leur gardien numéro un Manny Legace pour une extension de deux saisons. Juste avant la date limite des échanges en 2007, les Blues échange Bill Guerin aux Sharks de San José, Keith Tkachuk aux Thrashers d'Atlanta et Dennis Wideman aux Bruins de Boston contre un assortiment d'espoirs et de choix de premières ronde en 2007 et 2008.

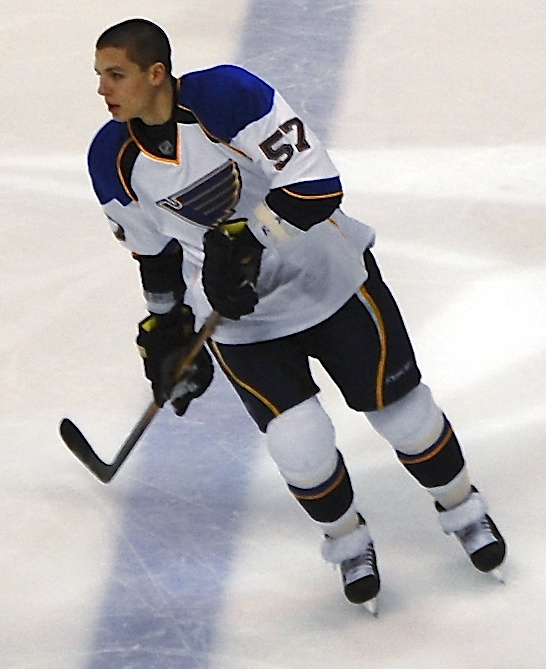
David Perron.

Après avoir vu revenir dans leurs rangs Tkachuk à l'été précédent alors qu'il était agent libre, l'organisation voit lors de la saison suivante l'attaquant Brad Boyes, acquis des Bruins en retour de Wideman, devenir le joueur des Blues inscrivant le plus rapidement 40 buts en saison régulière depuis Brett Hull. Ayant perdu leur capitaine Dallas Drake qui préféra quitter pour Détroit au cours de l'été, les Blues disputèrent la première moitié de la saison sans capitaine, puis offrirent le poste au défenseur Eric Brewer le 8 février 2008.
Ayant manqué les séries éliminatoires au cours des cinq saisons précédentes, les Blues reviennent en force lors de la saison 2008-2009 notamment grâce à l'arrivée des vétérans Paul Kariya et Andy McDonald ainsi que de l'émergence des jeunes David Perron, Erik Johnson et Chris Mason. Cependant les réjouissance sont de courte durée, puisque l'équipe s'incline en quatre rencontres face aux Canucks de Vancouver lors du premier tour.
Le 2 janvier 2010, après avoir connu un autre mauvais début de saison, les Blues décident de congédier l'entraîneur Murray. Ce changement ne suffit cependant pas à l'équipe pour participer aux séries de fin de saison et les Blues sont exclus à nouveau. Au terme de la saison, l'organisation annonce l'embauche de Davis Payne à titre de nouvel entraîneur de l'équipe.
Le 17 juin 2010, les Blues font l'acquisition du gardien Jaroslav Halák en échangeant Lars Eller et Ian Schultz aux Canadiens de Montréal. Les Blues espèrent qu'Halak, qui a surpris les experts avec sa brillante saison en 2009-2010 à Montréal, sera un nouveau souffle à l'équipe pour se relancer en répétant ses succès de sa dernière saison à Montréal avec les Blues pour les prochaines saisons.

### 2018-2019, la saison du premier titre
Lors de cette saison, les Blues terminent troisièmes de la division Centrale dans l'association de l'Ouest. Ils éliminent successivement les Jets de Winnipeg, les Stars de Dallas et les Sharks de San José à chaque fois lors de confrontations accrochées qui se jouent en un minimum de 6 parties. Les Blues remportent la première Coupe Stanley de leur histoire le 12 juin 2019 en battant les Bruins de Boston lors du septième et dernier match de la finale.
Le gardien Jordan Binnington devient le cinquième joueur à ce poste dans l'histoire de la ligue, à remporter le titre lors de son année rookie.

## Identité de l'équipe

### Logotypes

Logo de 2008 à 2025.
Logo depuis 2025.

## Les joueurs

### Effectif actuel
| No    | Nom                     | Nat. | Position      | Arrivée                          | Salaire        |
| ----- | ----------------------- | ---- | ------------- | -------------------------------- | -------------- |
| +001, | Thomas Greiss           |      | Gardien       | 2022 - Agent libre               | +01 250 000, $ |
| +050, | Jordan Binnington       |      | Gardien       | 2018 - Agent libre               | +06 000 000, $ |
| +004, | Nicholas Leddy          |      | Défenseur     | 2022 - Red Wings de Détroit      | +04 000 000, $ |
| +006, | Marco Scandella         |      | Défenseur     | 2020 - Canadiens de Montréal     | +03 275 000, $ |
| +041, | Robert Bortuzzo         |      | Défenseur     | 2015 - Penguins de Pittsburgh    | +00950 000, $  |
| +043, | Calle Rosen             |      | Défenseur     | 2021 - Agent libre               | +00762 500, $  |
| +047, | Torey Krug              |      | Défenseur     | 2020 - Agent libre               | +06 500 000, $ |
| +048, | Scott Perunovich        |      | Défenseur     | 2018 - Repêchage                 | +00750 000, $  |
| +055, | Colton Parayko – A      |      | Défenseur     | 2012 - Repêchage                 | +06 500 000, $ |
| +072, | Justin Faulk            |      | Défenseur     | 2019 - Hurricanes de la Caroline | +06 500 000, $ |
| +075, | Tyler Tucker            |      | Défenseur     | 2018 - Repêchage                 | +00808 333, $  |
| +077, | Niko Mikkola            |      | Défenseur     | 2015 - Repêchage                 | +01 900 000, $ |
| +009, | Tyler Pitlick           |      | Ailier droit  | 2022 - Agent libre               | +00750 000, $  |
| +010, | Brayden Schenn – A      |      | Centre        | 2017 - Flyers de Philadelphie    | +06 500 000, $ |
| +013, | Alekseï Toroptchenko    |      | Ailier droit  | 2017 - Repêchage                 | +00775 000, $  |
| +017, | Josh Leivo              |      | Ailier gauche | 2022 - Agent libre               | +00750 000, $  |
| +018, | Robert Thomas           |      | Centre        | 2017 - Repêchage                 | +02 800 000, $ |
| +020, | Brandon Saad            |      | Ailier gauche | 2021 - Agent libre               | +04 500 000, $ |
| +021, | Tyler Bozak             |      | Centre        | 2018 - Agent libre               | +00750 000, $  |
| +022, | Logan Brown             |      | Centre        | 2021 - Sénateurs d'Ottawa        | +00750 000, $  |
| +025, | Jordan Kyrou            |      | Centre        | 2016 - Repêchage                 | +02 800 000, $ |
| +026, | Nathan Walker           |      | Ailier gauche | 2021 - Agent libre               | +00750 000, $  |
| +049, | Ivan Barbachev          |      | Centre        | 2014 - Repêchage                 | +02 250 000, $ |
| +052, | Noel Acciari            |      | Centre        | 2022 - Agent libre               | +01 250 000, $ |
| +059, | Nikita Alexandrov       |      | Centre        | 2019 - Repêchage                 | +00816 667, $  |
| +089, | Pavel Boutchnevitch     |      | Ailier gauche | 2021 - Rangers de New York       | +05 800 000, $ |
| +090, | Ryan O'Reilly – C       |      | Centre        | 2018 - Sabres de Buffalo         | +07 500 000, $ |
| +091, | Vladimir Tarassenko – A |      | Ailier droit  | 2010 - Repêchage                 | +07 500 000, $ |

### Au temple de la renommée
Cette section dénote les membres de l'organisation qui ont été intronisés au temple de la renommée à la suite de leur carrière.
| Année | Nom            | Saison avec l'équipe | Fonction  |
| ----- | -------------- | -------------------- | --------- |
| 1969  | Sid Abel       | 1971-1972            | Joueur    |
| 1973  | Doug Harvey    | 1968 à 1969          | Joueur    |
| 1974  | Dickie Moore   | 1967-1968            | Joueur    |
| 1975  | Glenn Hall     | 1968 à 1971          | Joueur    |
| 1978  | Jacques Plante | 1969 à 1970          | Joueur    |
| 1980  | Lynn Patrick   | 1968 à 1976          | Joueur    |
| 1982  | Emile Francis  | 1976 à 1979          | Bâtisseur |
| 1986  | Leo Boivin     | 1976 à 1978          | Joueur    |
| 1991  | Scotty Bowman  | 1968 à 1971          | Bâtisseur |
| 1996  | Al Arbour      | 1968 à 1973          | Bâtisseur |
| 1998  | Peter Šťastný  | 1994 à 1995          | Joueur    |
| 1999  | Wayne Gretzky  | 1995-1996            | Joueur    |
| 2000  | Joe Mullen     | 1980 à 1986          | Joueur    |
| 2001  | Dale Hawerchuk | 1995-1996            | Joueur    |
| 2002  | Bernie Federko | 1977 à 1989          | Joueur    |
| 2003  | Grant Fuhr     | 1996 à 1999          | Joueur    |
| 2007  | Scott Stevens  | 1990-1991            | Joueur    |
| 2007  | Al MacInnis    | 1995 à 2004          | Joueur    |
| 2008  | Glenn Anderson | 1995 à 1996          | Joueur    |
| 2009  | Brett Hull     | 1988 à 1998          | Joueur    |

### Capitaines
Cette section dénote tous les joueurs ayant porté le titre de capitaine depuis la création de la franchise.
| Période     | Nom                                    |
| ----------- | -------------------------------------- |
| 1968 à 1970 | Alger Arbour                           |
| 1970-1971   | Gordon Berenson Barclay Plager         |
| 1972 à 1976 | Barclay Plager                         |
| 1976-1977   | aucun capitaine                        |
| 1977-1978   | Gordon Berenson                        |
| 1978-1979   | Barry Gibbs                            |
| 1980 à 1988 | Brian Sutter                           |
| 1988-1989   | Bernie Federko                         |
| 1989-1990   | Rick Meagher                           |
| 1990-1991   | Scott Stevens                          |
| 1991-1992   | Garth Butcher                          |
| 1993 à 1995 | Brett Hull                             |
| 1995-1996   | Brett Hull Shayne Corson Wayne Gretzky |
| 1996-1997   | aucun capitaine                        |
| 1998 à 2002 | Chris Pronger                          |
| 2002-2003   | Chris Pronger Al MacInnis              |
| 2004 à 2005 | Al MacInnis                            |
| 2006 à 2007 | Dallas Drake                           |
| 2007-2008   | aucun capitaine                        |
| 2009 à 2011 | Eric Brewer                            |
| 2011 à 2016 | David Backes                           |
| 2016 à 2020 | Alex Pietrangelo                       |
| 2020 à 2023 | Ryan O'Reilly                          |
| Depuis 2023 | Brayden Schenn                         |

### Numéros retirés
Dans la Ligue nationale de hockey, les joueurs peuvent être honorés de plusieurs manières, l'une d'entre elles étant interne à l'équipe. Ainsi, il est de tradition, d'honorer un ancien joueur de l'effectif en décidant de retirer son numéro. Aucun autre joueur ne pourra alors porter le numéro en question et une réplique de son maillot est alors accrochée au plafond de la patinoire.
En 1999, la LNH a également décidé de retirer le numéro 99 de Wayne Gretzky pour toutes les franchises de la ligue, en raison de l'impact qu'il aura eu sur le monde du hockey.
| No  | Joueur              | Position      | Carrière  | Date du retrait  |
| --- | ------------------- | ------------- | --------- | ---------------- |
| 2   | Allan MacInnis      | Défenseur     | 1981-2004 | 9 avril 2006     |
| 3   | Robert Gassoff      | Défenseur     | 1973-1977 | 1er octobre 1977 |
| 5   | Robert Plager       | Défenseur     | 1962-1978 | 2 février 2017   |
| 8   | Barclay Plager      | Défenseur     | 1960-1978 | 24 mars 1981     |
| 11  | Brian Sutter        | Ailier gauche | 1974-1988 | 30 décembre 1988 |
| 16  | Brett Hull          | Ailier droit  | 1986-2005 | 5 décembre 2006  |
| 44  | Christopher Pronger | Centre        | 1993-2012 | 17 janvier 2022  |
| 99* | Wayne Gretzky       | Centre        | 1978-1999 | 6 février 2000   |

* Numéro retiré pour toutes les équipes par la LNH lors du 50e Match des étoiles.

#### Numéros honorés
Certains numéros ne sont pas retirés par l'équipe mais simplement honorés, ainsi le numéro peut être utilisé par un autre joueur de l'équipe. Les Blues dénombre deux joueurs dans cette situation :
| No         | Joueur                                            | Position                                        | Carrière                                | Date du retrait |
| ---------- | ------------------------------------------------- | ----------------------------------------------- | --------------------------------------- | --------------- |
| 7          | Garry Unger Red Berenson Joe Mullen Keith Tkachuk | Centre Ailier gauche Ailier droit Ailier gauche | 1967-1988 1961-1978 1980-1997 1991-2010 | —               |
| 14         | Douglas Wickenheiser                              | Centre                                          | 1980-1994                               | —               |
| [ Note 3 ] | Dan Kelly (en)                                    | —                                               | —                                       | —               |

### Choix du premier tour
Chaque année et depuis 1964, les joueurs des ligues juniors ont la possibilité de signer des contrats avec les franchises de la LNH. Cette section présente les joueurs qui ont eu la chance d'être choisis par les Blues lors du premier tour. Ces choix peuvent être échangé et ainsi, une année les Blues peuvent très bien ne pas avoir eu de choix du premier tour ou à l'inverse, en avoir plusieurs.
| Année | Nationalité            | Joueur              | Choix        | Équipe junior                      |
| ----- | ---------------------- | ------------------- | ------------ | ---------------------------------- |
| 1968  | Drapeau du Canada      | Gary Edwards        | 6e au total  | Marlboros de Toronto (AHO)         |
| 1971  | Drapeau du Canada      | Gene Carr           | 4e au total  | Bombers de Flin Flon (LHOC)        |
| 1972  | Drapeau du Canada      | Wayne Merrick (en)  | 9e au total  | 67 d'Ottawa (AHO)                  |
| 1973  | Drapeau du Canada      | John Davidson (en)  | 5e au total  | Centennials de Calgary (LHOC)      |
| 1976  | Drapeau du Canada      | Bernie Federko      | 7e au total  | Blades de Saskatoon (LHOC)         |
| 1977  | Drapeau du Canada      | Scott Campbell (en) | 9e au total  | Knights de London (LHO)            |
| 1978  | Drapeau du Canada      | Wayne Babych        | 3e au total  | Winter Hawks de Portland (LHOu)    |
| 1979  | Drapeau du Canada      | Perry Turnbull      | 2e au total  | Winter Hawks de Portland (LHOu)    |
| 1980  | Drapeau des États-Unis | William Wilson (en) | 12e au total | Canadians de Kingston (LHO)        |
| 1981  | Drapeau du Canada      | Marty Ruff (en)     | 20e au total | Broncos de Lethbridge (LHOu)       |
| 1986  | Drapeau du Canada      | Jocelyn Lemieux     | 10e au total | Titan de Laval (LHJMQ)             |
| 1987  | Drapeau du Canada      | Keith Osborne (en)  | 12e au total | Centennials de North Bay (LHO)     |
| 1988  | Drapeau du Canada      | Rod Brind'Amour     | 9e au total  | Académie Notre Dame (Sask.)        |
| 1989  | Drapeau du Canada      | Jason Marshall      | 9e au total  | Lakers de Vernon (LHCB)            |
| 1996  | Drapeau des États-Unis | Marty Reasoner      | 14e au total | Eagles de Boston College (HE)      |
| 1998  | Drapeau de la Suède    | Christian Backman   | 24e au total | Västra Frölunda HC (Elitserien)    |
| 1999  | Drapeau du Canada      | Barret Jackman      | 17e au total | Pats de Regina (LHOu)              |
| 2000  | Drapeau des États-Unis | Jeff Taffe          | 30e au total | Golden Gophers du Minnesota (WCHA) |
| 2003  | Drapeau du Canada      | Shawn Belle         | 30e au total | Americans de Tri-City (LHOu)       |
| 2004  | Drapeau de la Tchéquie | Marek Schwarz       | 17e au total | HC Sparta Prague (Extraliga)       |
| 2005  | Drapeau des États-Unis | T.J. Oshie          | 24e au total | École secondaire de Warroad (USHS) |
| 2006  | Drapeau des États-Unis | Erik Johnson        | 1er au total | Équipe nationale des États-Unis    |
| 2006  | Drapeau de la Suède    | Patrik Berglund     | 25e au total | VIK Västerås HK (Elitserien)       |
| 2007  | Drapeau du Danemark    | Lars Eller          | 13e au total | Frölunda HC (Elitserien)           |
| 2007  | Drapeau des États-Unis | Ian Cole            | 18e au total | Équipe nationale des États-Unis    |
| 2007  | Drapeau du Canada      | David Perron        | 26e au total | Maineiacs de Lewiston (LHJMQ)      |
| 2008  | Drapeau du Canada      | Alex Pietrangelo    | 4e au total  | IceDogs de Niagara (LHO)           |
| 2009  | Drapeau de la Suède    | David Rundblad      | 17e au total | Skellefteå AIK (Elitserien)        |
| 2010  | Drapeau du Canada      | Jaden Schwartz      | 14e au total | Storm de Tri-City (USHL)           |
| 2010  | Drapeau de la Russie   | Vladimir Tarassenko | 16e au total | Sibir Novossibirsk (KHL)           |
| 2012  | Drapeau des États-Unis | Jordan Schmaltz     | 25e au total | Gamblers de Green Bay (USHL)       |
| 2014  | Drapeau du Canada      | Robby Fabbri        | 21e au total | Storm de Guelph (LHO)              |
| 2016  | Drapeau des États-Unis | Tage Thompson       | 26e au total | Huskies du Connecticut (H-East)    |
| 2017  | Drapeau du Canada      | Robert Thomas       | 20e au total | Knights de London (LHO)            |
| 2017  | Drapeau de la Russie   | Klim Kostine        | 31e au total | Dynamo de Moscou (KHL)             |
| 2018  | Drapeau de l'Allemagne | Dominik Bokk        | 25e au total | Växjö Lakers HC (SuperElit)        |
| 2020  | Drapeau du Canada      | Jake Neighbours     | 26e au total | Oil Kings d'Edmonton (LHOu)        |
| 2021  | Drapeau du Canada      | Zachary Bolduc      | 17e au total | Océanic de Rimouski (LHJMQ)        |
| 2022  | Drapeau des États-Unis | Jimmy Snuggerud     | 23e au total | USNTDP U18 (USHL)                  |

### Meneurs chez les marqueurs
Voici le top 10 des meilleurs marqueurs dans l'histoire de la franchise.
| Joueurs        | Pos  | PJ  | B   | A   | Pts  | Moy  |
| Bernie Federko | C    | 927 | 352 | 721 | 1073 | 1.16 |
| Brett Hull     | AD   | 744 | 527 | 409 | 936  | 1.26 |
| Brian Sutter   | AG   | 779 | 303 | 333 | 636  | .82  |
| Garry Unger    | C    | 662 | 292 | 283 | 575  | .87  |
| Pavol Demitra  | AG/C | 494 | 204 | 289 | 493  | 1.00 |
| Al MacInnis    | D    | 613 | 127 | 325 | 452  | .74  |
| Red Berenson   | AG   | 519 | 172 | 240 | 412  | .79  |
| Chris Pronger  | D    | 598 | 84  | 272 | 356  | .60  |
| Pierre Turgeon | C    | 327 | 134 | 221 | 355  | 1.09 |
| Doug Gilmour   | C    | 384 | 149 | 205 | 354  | .92  |

## Dirigeants

### Entraîneurs-chefs
| No | Nom                | Engagement       | Départ           | Saison régulière | Saison régulière | Saison régulière | Saison régulière | Saison régulière | Saison régulière | Saison régulière | Séries éliminatoires | Séries éliminatoires | Séries éliminatoires | Séries éliminatoires | Remarques                                      |
| No | Nom                | Engagement       | Départ           | PJ               | V                | D                | N                | DP               | P                | % V              | PJ                   | V                    | D                    | % V                  | Remarques                                      |
| -- | ------------------ | ---------------- | ---------------- | ---------------- | ---------------- | ---------------- | ---------------- | ---------------- | ---------------- | ---------------- | -------------------- | -------------------- | -------------------- | -------------------- | ---------------------------------------------- |
| 1  | Lynn Patrick       | 1967             | 22 novembre 1967 | 16               | 4                | 10               | 2                | -                | 10               | 31,3             | -                    | -                    | -                    | -                    |                                                |
| 2  | Scott Bowman       | 22 novembre 1967 | 1970             | 210              | 97               | 79               | 40               | -                | 234              | 55,7             | 46                   | 24                   | 22                   | 52,2                 | Finales de la Coupe Stanley 1968, 1969 et 1970 |
| 3  | Alger Arbour       | 1970             | février 1971     | 50               | 21               | 15               | 14               | -                | 56               | 56,0             | -                    | -                    | -                    | -                    |                                                |
| 4  | Scott Bowman       | 1971             | 1971             | 28               | 13               | 10               | 5                | -                | 31               | 55,3             | 6                    | 2                    | 4                    | 33,3                 |                                                |
| 5  | Sidney Abel        | 7 mai 1971       | 30 octobre 1971  | 10               | 3                | 6                | 1                | -                | 7                | 35,0             | -                    | -                    | -                    | -                    |                                                |
| 6  | William McCreary   | 30 octobre 1971  | 25 décembre 1971 | 26               | 6                | 14               | 4                | -                | 16               | 33,3             | -                    | -                    | -                    | -                    |                                                |
| 7  | Alger Arbour       | décembre 1971    | 9 novembre 1972  | 57               | 21               | 25               | 11               | -                | 53               | 44,7             | 11                   | 4                    | 7                    | 36,4                 |                                                |
| 8  | Jean-Guy Talbot    | 9 novembre 1972  | février 1974     | 120              | 52               | 53               | 15               | -                | 119              | 49,6             | 5                    | 1                    | 4                    | 20,0                 |                                                |
| 9  | Louis Angotti      | février 1974     | 30 octobre 1974  | 32               | 6                | 20               | 6                | -                | 18               | 28,1             | -                    | -                    | -                    | -                    |                                                |
| 10 | Lynn Patrick       | 1974             | 1974             | 2                | 1                | 0                | 1                | -                | 3                | 75,0             | -                    | -                    | -                    | -                    |                                                |
| 11 | Garry Young (en)   | 2 novembre 1974  | 15 décembre 1975 | 98               | 41               | 41               | 16               | -                | 98               | 50,0             | 2                    | 0                    | 2                    | 0,0                  |                                                |
| 12 | Lynn Patrick       | 15 décembre 1975 | 1976             | 8                | 3                | 5                | 0                | 0                | 6                | 37,5             | -                    | -                    | -                    | -                    |                                                |
| 13 | Leo Boivin         | 1976             | 1976             | 43               | 17               | 17               | 9                | -                | 43               | 50,0             | 3                    | 1                    | 2                    | 33,3                 |                                                |
| 14 | Emile Francis      | 1976             | 1977             | 80               | 32               | 39               | 9                | -                | 79               | 45,6             | 4                    | 0                    | 4                    | 0,0                  |                                                |
| 15 | Leo Boivin         | 1977             | 1978             | 54               | 11               | 36               | 7                | -                | 29               | 26,9             | -                    | -                    | -                    | -                    |                                                |
| 16 | Barclay Plager     | 1978             | 1979             | 104              | 25               | 64               | 15               | -                | 65               | 31,0             | -                    | -                    | -                    | -                    |                                                |
| 17 | Gordon Berenson    | décembre 1979    | 1982             | 204              | 100              | 72               | 32               | -                | 232              | 56,9             | 14                   | 5                    | 9                    | 35,7                 | trophée Jack-Adams en 1980-1981                |
| 18 | Emile Francis      | 1982             | 1982             | 44               | 14               | 25               | 5                | -                | 33               | 37,5             | 10                   | 5                    | 5                    | 50,0                 |                                                |
| 19 | Barclay Plager     | 1982             | 1983             | 48               | 15               | 21               | 12               | -                | 42               | 43,8             | 4                    | 1                    | 3                    | 25,0                 |                                                |
| 20 | Jacques Demers     | août 1983        | 13 juin 1986     | 240              | 106              | 106              | 28               | -                | 240              | 50,0             | 33                   | 16                   | 17                   | 48,5                 |                                                |
| 21 | Jacques Martin     | 26 juin 1986     | 17 mai 1988      | 160              | 66               | 71               | 23               | -                | 155              | 48,4             | 16                   | 7                    | 9                    | 43,8                 |                                                |
| 22 | Brian Sutter       | 20 juin 1988     | 1er mai 1992     | 320              | 153              | 124              | 43               | -                | 349              | 54,5             | 41                   | 20                   | 21                   | 48,8                 | trophée Jack-Adams en 1990-1991                |
| 23 | Robert Plager      | 1er mai 1992     | 30 octobre 1992  | 11               | 4                | 6                | 1                | -                | 9                | 40,9             | -                    | -                    | -                    | -                    |                                                |
| 24 | Robert Berry       | 30 octobre 1992  | 1994             | 157              | 73               | 63               | 21               | -                | 167              | 53,2             | 15                   | 7                    | 8                    | 46,7                 |                                                |
| 25 | Michael Keenan     | 17 juillet 1994  | 19 décembre 1996 | 163              | 75               | 66               | -                | 172              | 52,8             | 20               | 10                   | 10                   | 50,0                 |                      |                                                |
| 26 | James Roberts (en) | 19 décembre 1996 | 6 janvier 1997   | 9                | 3                | 3                | 3                | -                | 9                | 50,0             | -                    | -                    | -                    | -                    |                                                |
| 27 | Joel Quenneville   | 6 janvier 1997   | 24 février 2004  | 593              | 307              | 191              | 77               | 18               | 709              | 59,8             | 68                   | 34                   | 34                   | 50,0                 | trophée Jack-Adams en 1999-2000                |
| 28 | Michael Kitchen    | 24 février 2004  | 11 décembre 2006 | 131              | 38               | 70               | 4                | 19               | 99               | 37,8             | -                    | -                    | -                    | -                    |                                                |
| 29 | Andy Murray        | 11 décembre 2006 | 2 janvier 2010   | 258              | 118              | 102              | -                | 38               | 274              | 53,1             | 4                    | 0                    | 4                    | 0,0                  |                                                |
| 30 | Davis Payne (en)   | 2 janvier 2010   | 6 novembre 2011  | 137              | 67               | 55               | -                | 15               | 149              | 54,4             | -                    | -                    | -                    | -                    |                                                |
| 31 | Kenneth Hitchcock  | 6 novembre 2011  | 1er février 2017 | 363              | 224              | 103              | -                | 41               | 484              | 66,7             | 45                   | 20                   | 25                   | 44,4                 | trophée Jack-Adams en 2011-2012                |
| 32 | Michael Yeo        | 1er février 2017 | 19 novembre 2018 | 132              | 73               | 48               | -                | 11               | 157              | 59,5             | 11                   | 6                    | 5                    | 54,5                 |                                                |
| 33 | Craig Berube       | 19 novembre 2018 | 12 décembre 2023 | 382              | 206              | 132              | -                | 44               | 239              | 59,4             | 51                   | 24                   | 27                   | 47,1                 | Coupe Stanley 2019                             |
| 34 | Drew Bannister     | 12 décembre 2023 | 24 novembre 24   | 76               | 39               | 31               | -                | 6                | 84               | 53,8             | -                    | -                    | -                    | -                    |                                                |
| 35 | Jim Montgomery     | 24 novembre 2024 |                  |                  |                  |                  |                  |                  |                  |                  |                      |                      |                      |                      |                                                |

### Directeurs généraux
| No | Nom                | Engagement       | Départ           | Remarques                                                   |
| -- | ------------------ | ---------------- | ---------------- | ----------------------------------------------------------- |
| 1  | Lynn Patrick       | 5 mai 1966       | 29 mai 1968      | Finale de la Coupe Stanley 1968                             |
| 2  | Scott Bowman       | 29 mai 1968      | 30 avril 1971    | Finales de la Coupe Stanley 1969 et 1970                    |
| 3  | Lynn Patrick       | 7 mai 1971       | 30 octobre 1971  |                                                             |
| 4  | Sidney Abel        | 30 octobre 1971  | 17 avril 1973    |                                                             |
| 5  | Charles Catto (en) | 7 mai 1973       | 7 avril 1974     |                                                             |
| 6  | Louis Angotti      | 7 avril 1974     | 24 août 1974     |                                                             |
| 7  | Sidney Salomon III | 24 août 1974     | 12 avril 1976    |                                                             |
| 8  | Emile Francis      | 12 avril 1976    | 2 mai 1983       |                                                             |
| 9  | Ronald Caron       | 13 août 1983     | 17 juillet 1994  |                                                             |
| 10 | Michael Keenan     | 17 juillet 1994  | 19 décembre 1996 |                                                             |
| 11 | Ronald Caron       | 19 décembre 1996 | 21 juin 1997     |                                                             |
| 12 | Lawrence Pleau     | 21 juin 1997     | 1er juillet 2010 |                                                             |
| 13 | Douglas Armstrong  | 1er juillet 2010 |                  | Directeur général de la saison 2011-2012 Coupe Stanley 2019 |

## Honneurs et trophées de la LNH
- Coupe Stanley
  - 2018-2019
- Trophée des présidents[12]
  - 1999-2000
- Trophée Clarence-S.-Campbell
  - 1968-1969, 1969-1970, 2018-2019
- Trophée Bill-Masterton
  - Blake Dunlop (en), 1980-1981
  - Jamie McLennan (en), 1997-1998
- Trophée Calder
  - Barret Jackman, 2002-2003
  - Jeff Nadeau, 1994-1995
- Trophée Conn-Smythe
  - Glenn Hall, 1967-1968
  - Ryan O'Reilly, 2018-2019
- Trophée Frank-J.-Selke
  - Rick Meagher, 1989-1990
- Trophée Hart
  - Brett Hull, 1990-1991
  - Chris Pronger, 1999-2000
- Trophée Jack-Adams
  - Red Berenson, 1980-1981
  - Brian Sutter, 1991-1992
  - Joel Quenneville, 1999-2000
- Trophée James-Norris
  - Al MacInnis, 1998-1999
  - Chris Pronger, 1999-2000
- Trophée King-Clancy
  - Kelly Chase, 1997-1998
- Trophée Lady Byng
  - Phil Goyette, 1969-1970
  - Brett Hull, 1989-1990
  - Pavol Demitra, 1999-2000
- Trophée Lester-B.-Pearson
  - Mike Liut, 1980-1981
  - Brett Hull, 1990-1991
- Trophée Lester-Patrick
  - Larry Pleau, 2001-2002
- Trophée plus-moins
  - Paul Cavallini, 1989-1990
  - Chris Pronger, 1997-1998 et 1999-2000
- Trophée Vézina
  - Glenn Hall et Jacques Plante, 1968-1969
- Trophée William-M.-Jennings
  - Roman Turek, 1999-2000

## Records individuels
- Plus de buts en une saison : Brett Hull, 86 (1990-91)[13]
- Plus de passes en une saison : Adam Oates, 90 (1990-91)
- Plus de points en une saison : Brett Hull, 131 (1990-91)
- Plus de pénalités en une saison : Bob Gassoff, 306 (1975-76)
- Plus de points en une saison, défenseur : Jeff Brown, 78 (1992-93)
- Plus de points en une saison, recrue : Jörgen Pettersson, 73 (1980-81)
- Plus de victoires en une saison : Roman Turek, 42 (1999-00)

## Les Blues à la télévision et à la radio
Voici la liste des consultants et présentateurs vedettes pour les diffusions des matchs des Blues à la télévision et à la radio:
- Dan McLaughlin : consultant pour les résumés des rencontres à la télévision.
- John Kelly : commentateur à la télévision.
- Bernie Federko : analyste et consultant à la télévision.
- Chris Kerber : commentateur pour l'ensemble des matchs à la radio.
- Joe Vitale : analyste à la radio.